# Bronchiolite oblitérante
 Mise en garde médicale
Initialement décrite comme une complication des transplantations cœur-poumon, la bronchiolite oblitérante ou bronchiolite des greffés est en fait une complication potentielle de tous les types de transplantation pulmonaire (bipulmonaire, unipulmonaire, cœur-poumon).
Elle peut également résulter de l'intoxication par le diacétyle (arôme alimentaire au goût de beurre) des travailleurs des usines de popcorn.
En 2015, une étude de l'Université de Harvard (sujette à controverse) met en garde les vapoteurs de l'éventuelle présence de diacétyle dans certains liquides à vapoter destinés aux cigarettes électroniques en indiquant qu'ils seraient potentiellement déclencheurs de bronchiolite oblitérante.
En 2019, une nouvelle publication est réalisée par le Canadian Medical Association Journal, décrivant un lien avec le vapotage,.